# Zeilenverdoppler
Ein Zeilenverdoppler (engl. line doubler) ist ein Gerät oder Modul zum Deinterlacen von Videosignalen vor dem Anzeigen derselben und wird daher auch Deinterlacer genannt.
Die Hauptfunktion eines Zeilenverdopplers ist es, eine Halbbild-Videoquelle zu nehmen und eine Vollbild-Ausgabe daraus zu erstellen. CRT-basierte Anzeigegeräte (auch Projektionsgeräte) können Hallbbild- und Vollbildvideo direkt anzeigen und deswegen ist der Zeilenverdopplungsprozess ein optionaler Schritt, um die Bildqualität zu verbessern. Die meisten Anzeigetypen, inklusive LCD, Plasma und DLP, akzeptieren für gewöhnlich ein Halbbildsignal nicht direkt und deswegen müssen Zeilenverdoppler verwandt werden. Das ist meistens voreingebaut und für den Nutzer transparent. Progressive-Scan-DVD-Player haben auch einen Zeilenverdoppler.
Die einfachste und buchstäblichste Art, um Zeilen zu verdoppeln, ist, jede Scanzeile zu wiederholen, obwohl das Ergebnis daraus meistens sehr grob aussieht. Die meisten Zeilenverdoppler benutzen digitale Interpolation, um die fehlenden Zeilen in einem Halbbildsignal wiederherzustellen und die resultierende Qualität hängt von der benutzten Technik ab. Meistens interpoliert ein Zeilenverdoppler nur innerhalb eines einzelnen Feldes und fügt die Informationen zweier benachbarter Felder nicht zusammen, was die Flüssigkeit der Bewegungen erhalten würde. Einige Zeilenverdoppler können erstgenannte Technik in bewegten und zweite in statischen Bereichen nutzen, wodurch die Gesamtschärfe erhöht wird.
Zeilenverdoppler werden vermehrt durch Videoprozessoren ersetzt, welche mehrere Bearbeitungsfunktionen in einem Modul vereinen und dann auch beispielsweise 3:2-Pulldown und Video Scaling beherrschen.